# Pflügers Archiv – European Journal of Physiology
Pflügers Archiv – European Journal of Physiology, abgekürzt Pflügers Arch. ges. Physiol. oder kurz Pflügers Arch., ist eine wissenschaftliche Fachzeitschrift, die vom Springer-Verlag veröffentlicht wird. Derzeit erscheint sie mit zwölf Ausgaben im Jahr.
Sie wurde 1868 von Eduard Pflüger unter dem Namen Archiv für die gesamte Physiologie des Menschen und der Thiere gegründet. Die erste Ausgabe enthält 26 Artikel, zu deren Autoren Hermann Aubert, Julius Bernstein, Johann Nepomuk Czermak, Franciscus Cornelis Donders, Sigmund Exner, Siegmund Mayer, Peter Panum, William Thierry Preyer, Salomon Stricker, Hermann von Helmholtz und Nathan Zuntz gehören. 1910 wurde der Name des Gründers in dem Zeitschriftennamen aufgenommen, sodass sie im Folgenden Pflüger's Archiv für die gesamte Physiologie des Menschen und der Tiere hieß. Dieser Namen wurde bis 1968 beibehalten und dann in den derzeit gültigen geändert.
Einige Zeitschriften gingen im Pflügers Archiv auf, wie 1919 das Archiv für Anatomie und Physiologie. Physiologische Abt. (ISSN 0365-5806) oder 1921 das Zentralblatt für Physiologie sowie das Archiv für Physiologie. Es werden Arbeiten aus allen Bereichen der physiologischen Forschung veröffentlicht.
Der Impact Factor lag 2022 bei 4.5. Nach der Statistik des ISI Web of Knowledge wird das Journal mit diesem Impact Factor in der Kategorie Physiologie an 17. Stelle von 79 Zeitschriften geführt.